# Euvrilletta distans
Euvrilletta distans är en skalbaggsart som först beskrevs av Henry Clinton Fall 1905.  Euvrilletta distans ingår i släktet Euvrilletta och familjen trägnagare. Inga underarter finns listade i Catalogue of Life.